# Halocypria
Halocypria is een geslacht van kreeftachtigen uit de klasse van de Ostracoda (mosselkreeftjes).

## Soort
- Halocypria globosa Claus, 1874